# Люксембургска социалистическа работническа партия
Люксембургската социалистическа работническа партия (на люксембургски: Lëtzebuerger Sozialistesch Aarbechterpartei; на френски: Parti Ouvrier Socialiste Luxembourgeois; на немски: Luxemburger Sozialistische Arbeiterpartei) е лявоцентристка социалдемократическа политическа партия в Люксембург.
Създадена е през 1945 година като наследник на предвоенната Социалистическа партия. Най-голяма партия на левицата, Люксембургската социалистическа работническа партия участва в повечето правителства на страната (с изключение на 1969 – 1974, 1979 – 1984 и 1999 – 2004), обикновено в коалиция с Християнската социална народна партия, а през 1974 – 1979 година – с Демократическата партия.
На парламентарните избори през 2013 година Люксембургската социалистическа работническа партия получава най-слабия резултат в историята си – 20% от гласовете и 13 от 60 места в парламента.